# ×Dactyloglossum conigerum
Dactyloglossum conigerum là một loài thực vật có hoa trong họ Lan. Loài này được (Norman) Rauschert mô tả khoa học đầu tiên năm 1973.